# Flughafen Valdivia

i8
i11
i13
Der Flughafen Valdivia (englisch Pichoy Airport, spanisch Aeródromo Pichoy) ist ein Flughafen von Valdivia in Chile.

## Lage und Anfahrt
Der Flughafen liegt 32 km nordöstlich von Valdivia auf dem Gebiet der Gemeinde Mariquina.
Mit dem Pkw ist der Flughafen unter anderem über die Straßen No. 205 (Valdivia Richtung San José de la Mariquina) zu erreichen.

## Fluggesellschaften und Ziele
Der Flughafen wird durchschnittlich mit vier Linienflügen pro Tag bedient:
- LATAM Airlines täglich je ein Flug von bzw. nach Santiago de Chile
- Sky Airline täglich je ein Flug von bzw. nach Santiago de Chile

## Zwischenfälle
Bis Anfang 2020 waren keine Unfälle am Flughafen bekannt.